# 穂積虫麻呂
穂積 虫麻呂（ほづみ の むしまろ）は、飛鳥時代の人物。姓は臣のち朝臣。冠位は直広肆。

## 経歴
天武天皇13年（684年）八色の姓制定に伴って穂積氏の一族は臣姓から朝臣姓に改姓しているが、虫麻呂もこの時に改姓したと推定される。朱鳥元年（686年）正月に新羅使・金智祥を饗するため、川内王や大伴安麻呂らと共に筑紫国に遣わされた（このときの冠位は直広肆）。同年9月には天武天皇の殯庭で諸国司の事を上奏している。